# János Kmetty
Dans le nom hongrois Kmetty János, le nom de famille précède le prénom, mais cet article utilise l’ordre habituel en français János Kmetty, où le prénom précède le nom.
János Kmetty, né le 23 décembre 1889 à Miskolc et mort le 16 novembre 1975 à Budapest, est un peintre hongrois.

## À noter
La ville de Szentendre abrite le musée János Kmetty.